# 익산시 (선거구)
익산시는 대한민국의 옛 국회의원 선거구이다. 당시 전라북도 익산시 전역을 관할하였다.

## 역사
1995년 5월, 이리시와 익산군이 통합되었으며 이로 인해 대한민국 제15대 국회의원 선거에서 익산 지역에 익산시 갑과 익산시 을 2개의 선거구가 존재했다. 하지만 1999년에 이르러 다음 총선을 앞두고 비례대표를 확대, 지역구 축소, 현역의원 물갈이 등의 정계개편 분위기가 확산되면서, 비교적 '텃밭'이라 불려왔던 지방 선거구들이 통폐합될 것이라는 예상이 적지 않았는데, 익산시도 그 중 하나였다. 실제로 1999년 12월 한나라당의 선거구 개편안에는 익산시 갑을 선거구의 통합안이 포함되었다.
대한민국 제16대 국회의원 선거를 앞두고 국회 선거구획정위원회는 1999년 12월 총인구를 기준으로 인구하한선 9만 명에 미달한 21개 갑을 지역구를 하나로 합친다는 방안을 확정하였으며, 이에 따라 익산시 갑을 선거구도 익산시라는 하나의 선거구로 통합되는 방안이 정해졌다. 2000년 2월 8일에는 이 같은 내용이 반영된 공직선거법 개정안이 국회 본회의에서 통과되었다.
대한민국 제17대 국회의원 선거를 앞두고 익산시 갑 선거구와 익산시 을 선거구로 분리되면서 폐지되었다.

## 역대 국회의원
| 선거   | 정당 | 정당         | 의원 |
| ------ | ---- | ------------ | ---- |
| 2000년 |      | 새천년민주당 | 이협 |

## 역대 선거 결과

### 대한민국 제16대 국회의원 선거
|  | 75.64% |

|  | 9.40% |

|  | 4.42% |

|  | 3.77% |

|  | 2.55% |

|  | 2.16% |

|  | 2.04% |

제16대 국회의원 선거를 앞두고 기존의 익산시 갑 (최재승)과 익산시 을 (이협) 모두 새천년민주당이 확보한 지역구였기 때문에, 통합 익산시 지역구에 대한 새천년민주당의 공천 여부에 관심이 높았다. 2월 17일 새천년민주당은 익산시 지역구 후보로 이협 의원을 공천하고 최재승 의원은 비례대표로 출마시키는 쪽으로 가닥을 잡았다. 2월 18일 한나라당은 익산시에 신이철 씨를 후보로 확정하였고, 자유민주연합에서는 김용관 후보가 출마하였다. 이밖에도 제4대 이리시의원 (신민당)을 지낸 강익현 후보를 비롯해 4명의 후보가 무소속으로 출마하였다.
선거 결과 새천년민주당의 이협 후보가 93,343표, 득표율 75.64%이라는 진기록으로 1위에 올라 연임에 무난히 성공하였다. 무소속 강익현 후보가 11,600표를 얻어 2위에 올랐고, 한나라당 신이철 후보는 5,456표로 3위에 그쳤다.